# Gowdikatte, Jagalur
Gowdikatte là một làng thuộc tehsil Jagalur, huyện Davanagere, bang Karnataka, Ấn Độ.